# عبدالرحمن السدیس

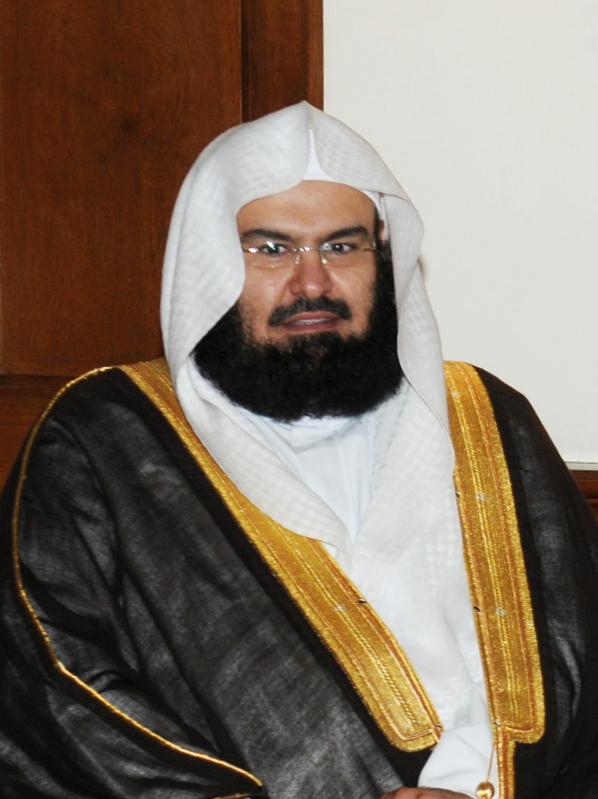
عبدالرحمن ابن عبدالعزیز السدیس (۲۰۱۱)

عبدالرحمن ابن عبدالعزیز السدیس، امام جماعت و خطیب مسجدالحرام، مکه می‌باشد. او یک قاری قرآن به روش حفظ است. صدا او در میان تلاوت‌کنندگان قرآن شناخته شده و معروف می‌باشد. عبدالرحمن السدیس به دلیل صدای بسیار ملایم، عاطفی و کنترل شده‌اش در قرائت قرآن شناخته شده‌است. 
وی در سال ۱۹۶۰ در ریاض، عربستان سعودی به دنیا آمد.
او هم‌اکنون رئیس کل امور مسجدالحرام و مسجدالنبی و همچنین رئیس امور دینی این دو مسجد (در مکه و مدینه) است.

## زندگی‌نامه
او به قبیله اَنیزه تعلق دارد. وی در ریاض زندگی می‌کرد و در سن ۱۲ سالگی قرآن را حفظ کرد. وی در دبستان ابن حارث و سپس در مؤسسه علوم ریاض تحصیل کرد، جایی که در سال ۱۹۷۹ با درجه عالی فارغ‌التحصیل شد. وی بعداً به آکادمی اسلامی ریاض پیوست و در سال ۱۹۸۲ با مدرک شریعت فارغ‌التحصیل شد. سال ۱۹۸۷، کارشناسی ارشد خود را در رشته شریعت اسلامی در دانشگاه اسلامی امام محمد بن سعود گذراند و دکترای خود را در دانشگاه ام‌القری در سال ۱۹۹۵ گرفت، درحالی که به عنوان استاد در آنجا مشغول تدریس بود. او نویسنده چندین کتاب در موضوع شریعت نیز است.

## دیدگاه‌های جنجال برانگیز
اظهار نظر السدیس در خصوص جایگاه بین‌المللی عربستان سعودی و ایالات متحده آمریکا بازتاب گسترده‌ای در رسانه‌ها و شبکه‌های اجتماعی همچون یوتیوب و توییتر داشت و موجب جنجال و انتقاد از نظر وی شد. السدیس در مصاحبه با شبکه خبر سعودی، طی سفر خود در آمریکا گفته بود که کشورش به رهبری ملک سلمان و آمریکا به ریاست دونالد ترامپ به عنوان دو قطب تأثیرگذار جهان و انسانیت را به سوی سواحل امنیت، ثبات، صلح و آرامش هدایت می‌کنند. این اظهار نظر از سوی چندین شخصیت شناخته شده و کاربران فعال شبکه‌های اجتماعی مورد انتقاد قرار گرفت. عبدالله شمری، این سخنان السدیس در مورد آمریکا را مورد سخره گرفت و گفت که بزرگترین دلیل این سخن کاری است که آمریکا در عراق و افغانستان از قبیل کشتار، تخریب و تعرض انجام داد و حمایت از صهیونیست‌ها در اشغال مقدسات مسلمانان. ترکی شلهوب، یک ویدیو از جرائم نیروهای آمریکایی در عراق منتشر کرد که در زیرنویس آن نوشته شده بود که این همان دولتی است که السدیس می‌گوید عالم را به سوی صلح رهبری می‌کند. تاجر السر عثمان، سخنان السدیس را در مورد آمریکا چنین توصیف کرد: «... تلاش کاهنانه برای پاک کردن پرونده سیاه آمریکا در عراق، افغانستان و فلسطین».
خبرگزاری تسنیم سخنان السدیس را با نظر نوآم چامسکی مقایسه کرد که «آمریکا جهان را از جنگی به جنگ دیگر هدایت می‌کند» و از اظهار نظر السدیس ابراز تعجب کرد. یک خبرگزاری ایرانی دیگر نیز تحلیل نویسنده مصری، علی ابوالخیر در پایگاه خبری المیادین را مورد بررسی قرارداد، علی ابوالخیر در مقاله‌ای نسبت به نظر السدیس واکنش نشان داد و آن را تقبیح کرد. ابوالخیر توصیف و دعای السدیس راجع به ترامپ را موضوعی بی سابقه در طرح مسائل متناقض سیاسی از سوی شیوخ وهابی قلمداد کرد و افزود وی با این دعاهای خود زمینه را برای اتهام خودش به "نفاق در دین" از سوی افکار عمومی فراهم کرد. ابوالخیر یادآور می‌شود که السدیس، نه تنها دعای همیشگی خود در لعن و نفرین غیر وهابی‌ها را کنار گذاشت بلکه برای ترامپ دعا کرد در حالی که می‌داند، وی فردی نژادپرست و ضد اسلام است. روزنامه عربی رأی الیوم نیز به گزارش برخی جنجال‌ها و انتقادات راجع به سخنان السدیس در این خصوص پرداخت؛ به گزارش این روزنامه اظهارات السدیس موجب آسیب به جایگاه او نزد برخی از دوستداران وی شد از جمله عبدالحمید الطنطاوی که در واکنش به اظهارات السدیس چنین می گوید:
السدیس مردی است که عقلش را از دست داده، به نظر من نماز خواندن پشت سر او جایز نیست... والله اعلم.

## جوایز
وی به مناسبت نهمین دوره جایزه سالانه بین‌المللی قرآن کریم در دبی در سال ۲۰۰۵، جایزه شخصیت اسلامی را از آن خود کرد.